# Groningenveld
Het Groningenveld (ook wel aardgasveld van Slochteren) is een aardgasveld onder de Nederlandse provincie Groningen. Met een geschatte 2.740 miljard normaal kubieke meter aan winbaar aardgas was het het grootste aardgasveld van Europa en een van de grootste aardgasvelden ter wereld.
Het gasveld werd op 29 mei 1959 ontdekt op het land van boer K.P. Boon in Kolham bij Hoogezand in de toenmalige gemeente Slochteren. De daaropvolgende winning van het aardgas kwam centraal te staan in de energievoorziening in Nederland. Vrijwel heel Nederland werd in de jaren daarna aangesloten op het Gronings gas. De aardgasbaten waren belangrijk in de naoorlogse ontwikkeling en opbouw van de Nederlandse verzorgingsstaat. Tot 2013 is er 2.057 miljard m³ aardgas uit het veld gehaald.
De gaswinning had echter bodemdaling boven het veld tot gevolg. Vanaf 1991 ging dit gepaard met aardbevingen. Dit leidde tot schade aan huizen en onrust onder bewoners. Vanaf 2014 werd daarom besloten de gaswinning af te bouwen. De gaswinning uit het Groningenveld werd gestopt op 1 oktober 2023.

## Geologie

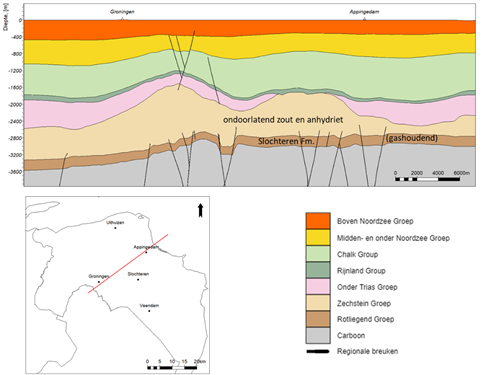
Doorsnede van het Groningenveld

Het moedergesteente van het Groningenveld, de gesteentelaag waarin het aardgas ontstaan is, is de Carboon-laag. Tijdens het Carboon-tijdvak lag wat nu Nederland is op de evenaar en had het gebied tropische moeraswouden. De plantenresten werden na begraving door volgende laag uiteindelijk steenkool. Specifiek de Limburg Groep bevat veel steenkool. In Zuid-Limburg ligt deze laag ondiep genoeg voor kolenmijnen, maar in Groningen op 3,3 kilometer onder de grond. Als bijproduct van steenkool in die laag ontstond droog aardgas.
Dit gas steeg vervolgens naar het bovenliggende Boven Rotliegend uit het tijdperk Perm. Binnen het Boven Rotliegend ligt het specifiek in de Slochteren Formatie. Deze laag heeft een porositeit van 15-20% en een permeabiliteit van 0,1-3000 mD. Tijdens het Perm bestond het gebied uit woestijn, waarvan het zand afkomstig was uit het Variscische gebergte. De beste reservoirs bevinden zich in het fijnkorrelig eolisch duinzand. In het geval van het Groningenveld zit er ook veel gas in het grovere korrelige fluviatiele wadizand. Het reservoir ligt tussen de 2600 en 3200 meter onder de grond. Boven het Boven Rotliegend ligt de Zechstein-laag, die het afsluitingsgesteente vormt. Deze laag bevat ondoorlaatbare carbonaat-, haliet- en anhydrietlagen waardoor het gas in het Boven Rotliegend bleef.

### Eigenschappen Gronings gas
| Component   | Vol%  |
| ----------- | ----- |
| Methaan     | 81,30 |
| Ethaan      | 2,85  |
| Propaan     | 0,37  |
| Butaan      | 0,14  |
| Pentaan     | 0,04  |
| Hexaan      | 0,05  |
| Stikstof    | 14,35 |
| Zuurstof    | 0,01  |
| Kooldioxide | 0,89  |

Het gas uit het Groningenveld wordt gekenmerkt door een hoog percentage stikstof. Het hoge percentage stikstof, dat niet brandbaar is, zorgt voor een lage calorische waarde van 35,17 megajoule per kubieke meter (MJ/m³). Door de afwijkende calorische waarde en hogere druk moesten gasverbruikende toestellen, zoals geisers en gasfornuizen, na 1963 van andere branders worden voorzien dan wel geheel worden vervangen. Andersom moest bij de afbouw van de gaswinning stikstof toegevoegd worden aan geïmporteerd hoog calorisch gas. Hiervoor wordt sinds 2020 gewerkt aan een stikstoffabriek in Zuidbroek.

### Omvang
Het gasveld is verspreid over ongeveer 900 vierkante kilometer. De schatting voor de inhoud van het gasveld is vanaf de ontdekking in 1959 fors gestegen. Na het boorsucces in Delfzijl werd de omvang van het gasveld geschat op 60 miljard m³. Er werd verder gezocht en de gasramingen werden steeds verder naar boven bijgesteld; in het najaar van 1962 was de schatting 470 miljard m³; in oktober 1963 al 1110 miljard m³ en in 1967 2000 miljard m³. Met de kennis van 2010 wordt de winbare gasvoorraad geschat op 2700 miljard m³. De winbare gasvoorraad is afhankelijk van de techniek en prijs van het gas, want bij hogere prijzen zijn meer reserves economisch winbaar.

## Geschiedenis

### Ontdekking
Aardgas was aanvankelijk vooral een bijproduct van aardolie, wat economisch aantrekkelijker was. In 1948 trof de Nederlandse Aardolie Maatschappij (NAM), gedeeld eigendom van Shell en Esso, bij Coevorden voor het eerst een aardgasveld aan in Nederland. Hierdoor ontstond het vermoeden dat er meer aardgasvelden in Nederland te vinden waren. In het noorden en oosten werd daarom gezocht naar aardgasvelden, ook bij het latere Groningenveld. In 1954 en 1955 leverden boringen bij Haren en Vlagtwedde niets op. Op 24 oktober 1955 vond men bij het zoeken naar aardolie bij Thesinge wel aardgas in de Zechsteinformatie, maar boorde men 40 à 50 meter te weinig om ook het Groningenveld te ontdekken.

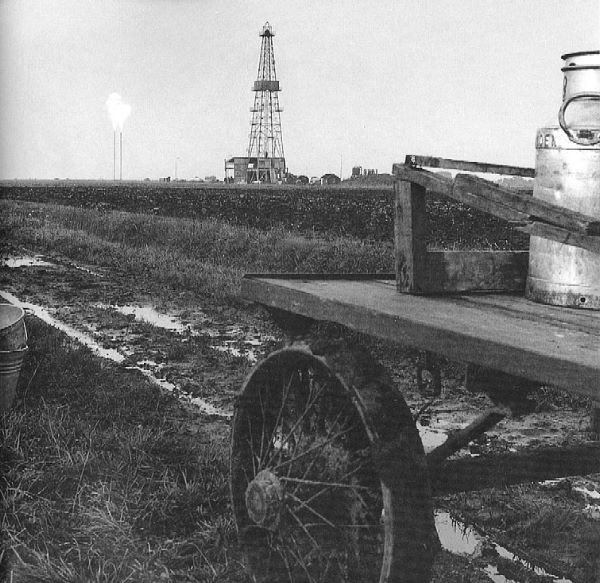
Boortoren Groningenveld met fakkeltoren

Op 29 mei 1959 begon de NAM met verkennend onderzoek op een stukje land van boer Kees Boon, bij Kolham in de gemeente Slochteren. Twee maanden later op 22 juli leidde het boren voor het eerst tot de vondst van aardgas. Landelijk bleef het aanvankelijk beperkt nieuwswaardig, omdat over de omvang weinig bekend was. Dat het een groot gasveld was, werd pas duidelijk toen in 1960 bij Delfzijl aardgas werd gevonden. De eigenschappen van dat aardgas kwamen overeen met dat van Slochteren, waardoor geconcludeerd werd dat het hetzelfde gasveld was. Deze bevindingen omtrent de omvang werden aanvankelijk geheim gehouden, ook voor NAM-aandeelhouder Esso.
Pas op 14 oktober 1960 werd de omvang wereldkundig. Een Belgische krant berichtte over een toespraak van Belgisch Europarlementariër Victor Leemans, waarin hij vermeldde dat Nederland een gasveld ter grootte van 300 miljard m³ had gevonden. Het kabinet reageerde op Kamervragen dat er inderdaad een grote hoeveelheid aardgas was gevonden, maar hield het op 60 miljard m³. Binnenskamers werd toen uitgegaan van hooguit 100 miljard m³.

### Inrichting Gasgebouw

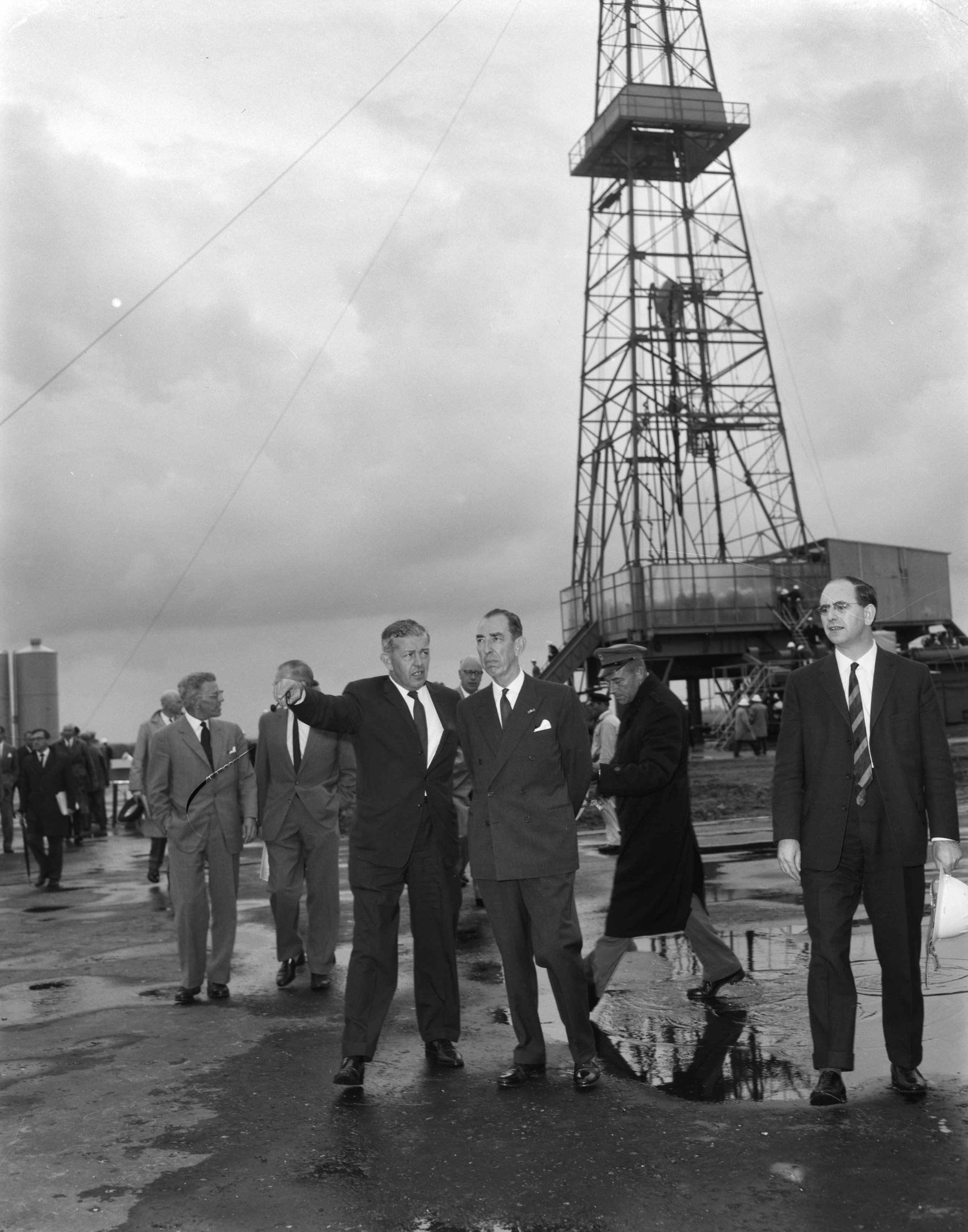
NAM-directeur Jo Bongaerts, Commissaris van de Koningin Cees Fock en minister van Economische Zaken Jan de Pous (v.l.n.r.) bij de officiële ingebruikname van het Groningenveld op 25 juli 1963.

Na de ontdekking vroeg de NAM de concessie aan voor het veld. De NAM was op initiatief van Esso-medewerker Douglass Stewart van plan om het gas direct aan huishoudens te verkopen. De Nederlandse staat had zich eerder verplicht al het gewonnen aardgas in Nederland af te nemen. Met de grootte van het Groningenveld werd deze belofte echter financieel onhoudbaar. Minister van Economische Zaken Jan de Pous ging daarom onderhandelen met de NAM over de gaswinning. Shell en Esso wilden aanvankelijk een zeer fors meerderheidsaandeel in de winning en verkoop, tot afkeuring van De Pous. Daartegenover stond dat de Partij van de Arbeid een grotere rol voor de overheid wilde. Tweede Kamerlid Anne Vondeling pleitte zelfs voor volledige nationalisatie. Na ruim anderhalf jaar onderhandelen stuurde De Pous op 17 juli 1962 de 'Nota inzake het aardgas', ook bekend als de 'Nota De Pous', naar de Tweede Kamer. Hierin werden de taken van verschillende partijen geregeld. Deze verdeling werd later bekend als het Gasgebouw.
Besloten werd om de exploitatie van het Groningenveld te regelen in de "Maatschap Groningen". In deze maatschap had de Staat, via de Nederlandse Staatsmijnen (later DSM en EBN) een belang van 40% en de NAM voor 60%. De keuze voor een maatschap was bedoeld om te verhullen dat de Staat deelnam aan de aardgaswinning. Hiermee probeerde men onder meer te voorkomen dat sjeiks in het Midden-Oosten naar Nederlands voorbeeld ook winsten kwamen opeisen bij Shell en Esso die daar olie wonnen. Op het bewust ontwijken van openbaarheid was toen al kritiek van onder meer minister van Justitie Albert Beerman.

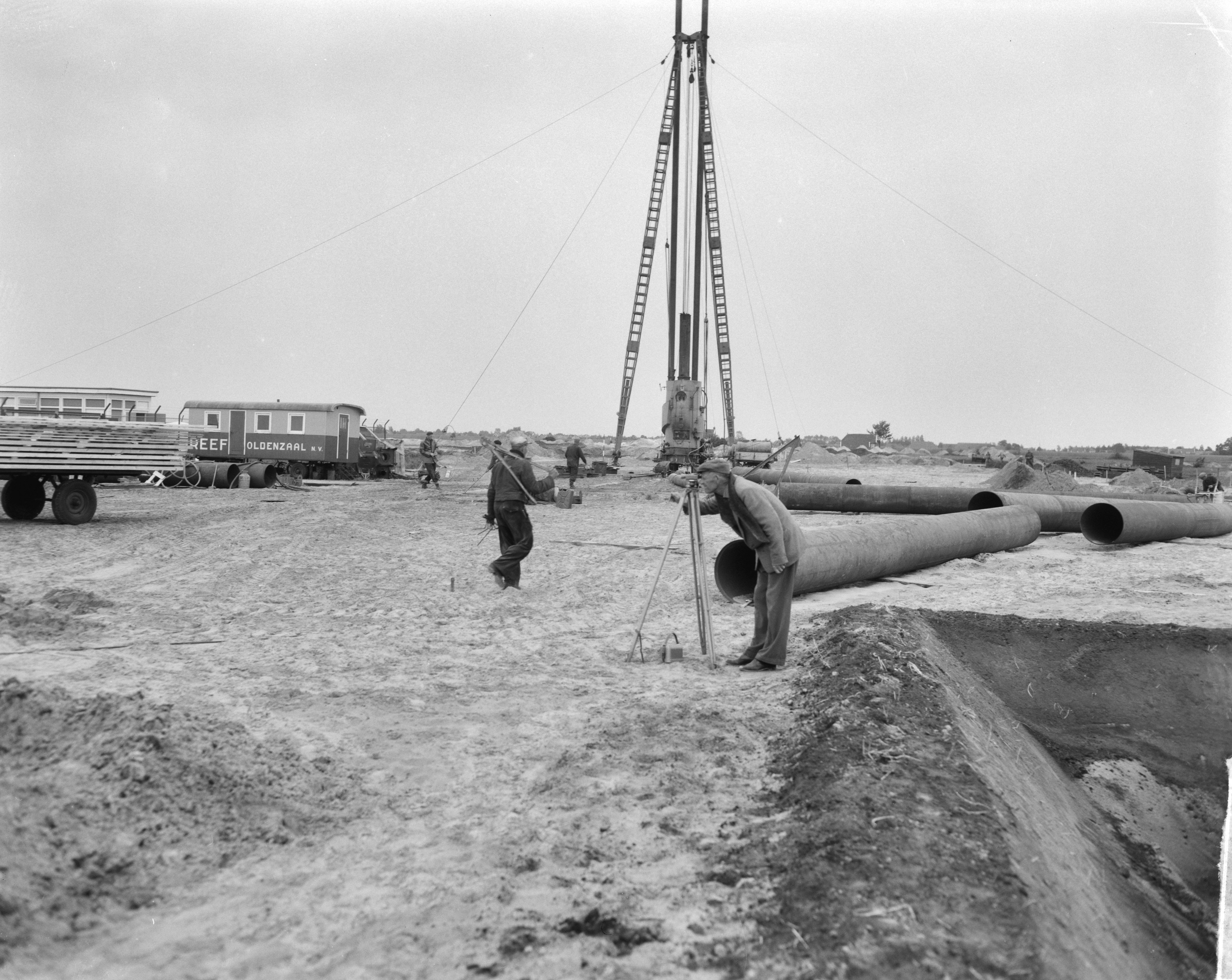
Werkzaamheden pijpleiding voor Gronings aardgas (1963)

In de nota werd ook de basis gelegd voor de oprichting van de Nederlandse Gasunie. De aandelen daarvan waren voor 10% direct in handen van de Nederlandse staat, voor 40% van de Staatsmijnen en 50% gedeeld door Shell en Esso. De Gasunie kreeg als taak een pijpleidingnet aan te leggen om heel Nederland aan te sluiten op het Groninger aardgas. In steden waar al stadsgas gebruikt werd, werden de bestaande leidingen gebruikt. In december 1968 werd gevierd dat Egmond aan Zee als laatste gemeente werd aangesloten op het Groninger aardgas.
Naast de gasnota werd op 4 maart 1963 een Overeenkomst van Samenwerking ondertekend door de Staatsmijnen, de NAM, Shell en Esso. Hierin werden verder afspraken vastgelegd tussen de partijen. Op 30 mei 1963 werd vervolgens de concessie aan de NAM verleend.

### Weerstand
De plannen konden grotendeels rekenen op steun van de Tweede Kamer. Alleen het Groningse Kamerlid Arend Biewenga merkte tijdens een debat op 4 oktober 1962 op dat gaswinning in de Verenigde Staten en Italië geleid had tot bodemdaling. Volgens De Pous was daar echter bij het Groningenveld geen sprake van en werd dat anders vergoed door de NAM en Staatsmijnen. In een ingezonden brief in het Nieuwsblad van het Noorden waarschuwde ook ingenieur Willem Meiborg op 8 november 1963 voor bodemdaling. Hij voorspelde bodemdaling oplopend tot één meter en vroeg om geld te reserveren voor de gevolgen. Publiekelijk ontkende de NAM de voorspelling van Meiborg, maar liet in het geheim toch onderzoek doen. Het onderzoek bevestigde dat bodemdaling kon optreden, oplopend tot anderhalve meter. Het onderzoek werd gedeeld met de provincie Groningen, maar werd niet publiek gemaakt. Het kwam pas naar buiten toen D66-Kamerlid Jan Terlouw in 1972 erachter kwam en er Kamervragen over stelde.

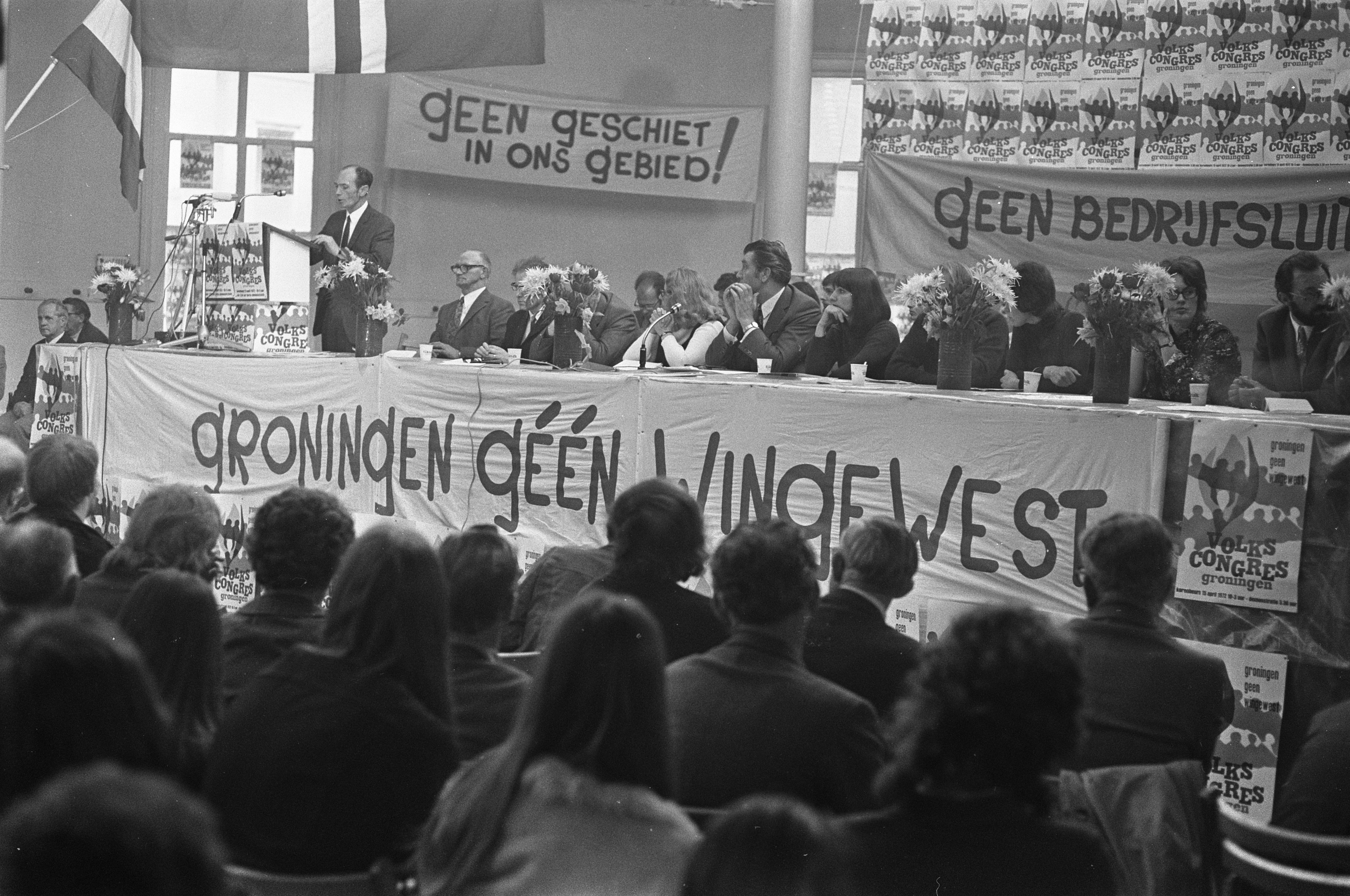
Volkscongres in Korenbeurs te Groningen, 15 april 1972. In het midden zit Fré Meis.

Op papier maakte de ontdekking van het gasveld Groningen de rijkste regio van Nederland. Sommigen in Groningen waren blij met de banen die de gaswinning met zich meebracht. Anderen vonden juist dat de economisch achtergestelde provincie niet genoeg profiteerde van de aardgaswinning. De aardgasbaten vloeiden namelijk naar de nationale begroting, waardoor het sentiment ontstond dat Groningen gebruikt werd als wingewest. Prominent beklaagde Gronings CPN-politicus Fré Meis zich over deze in zijn ogen onrechtvaardigheid. Tussen 1972 en 1980 organiseerde de CPN daarom viermaal een Volkscongres om hiervoor aandacht te vragen. Dit sentiment keerde in de decennia daarna regelmatig terug.

### Kleineveldenbeleid

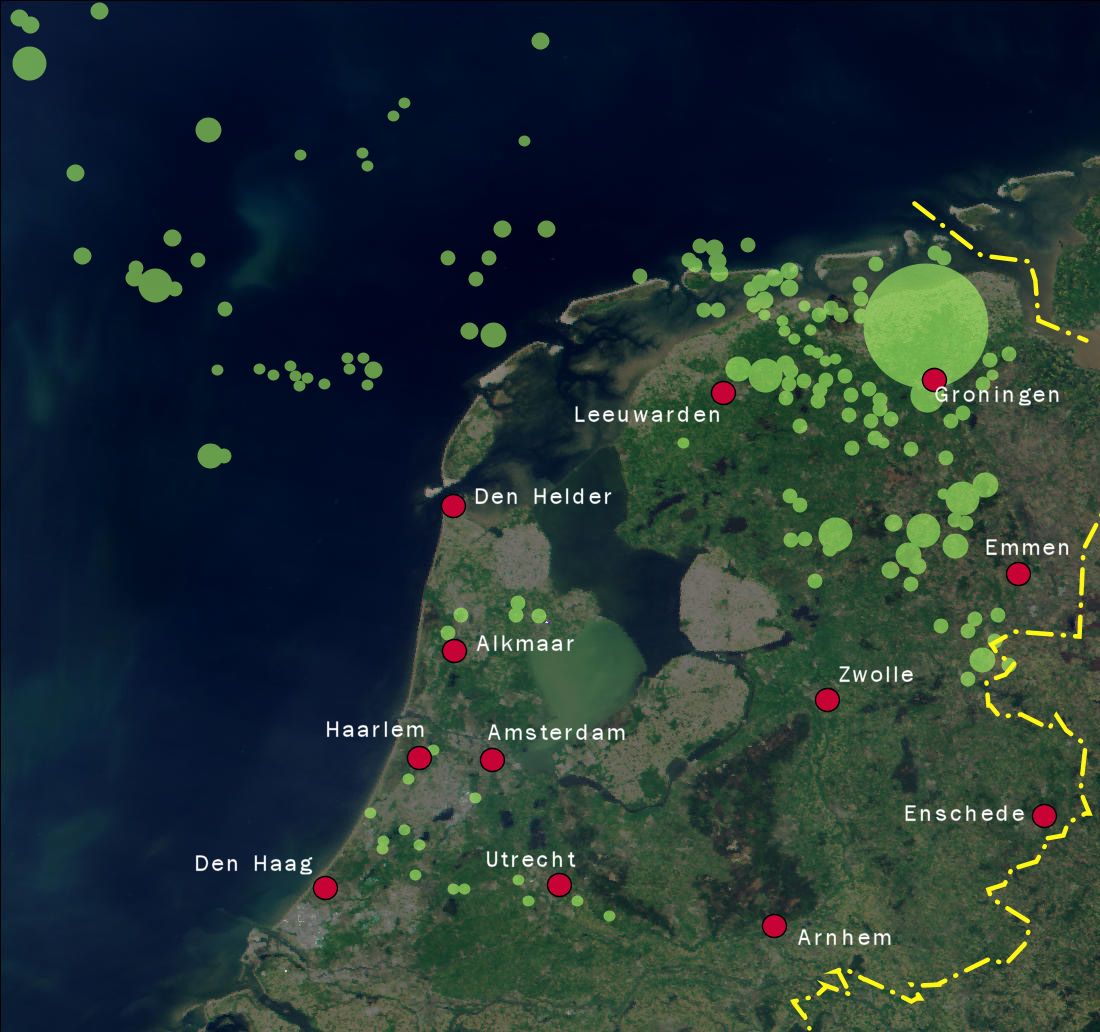
Aardgasvelden in Nederland in 2008 met concessie voor NAM. Rechtsboven bevindt zich het Groningenveld. De rest wordt beschouwd als kleine velden.

Tot 1959 was men ervan uitgegaan dat in de Noordzee geen aardgas en aardolie te vinden was. Dit inzicht veranderde echter na de ontdekking van het Groningenveld. In het decennium na de vondst werd daarom ook succesvol gezocht naar velden in de Noordzee.
Aanvankelijk was de verwachting dat kernenergie op den duur het gebruik van aardgas zou verdringen. Er werd dus ingezet op het zo snel mogelijk verkopen van het aardgas, zowel in binnen- als buitenland. In het midden van de jaren 70 werd dit beleid herzien na de oliecrisis van 1973 en de maatschappelijke weerstand tegen kernenergie. Daarom ontstond de wens om het Groningenveld als reserve te behouden. In 1974 werd daarom het kleineveldenbeleid geïntroduceerd. Dit beleid had als doel om meer aardgas uit kleinere velden, onder meer in de Noordzee, te halen zodat minder uit het Groningenveld hoefde te komen. Omdat kleine velden hogere exploitatiekosten met zich meebrachten, verlaagde de Nederlandse staat zijn winstaandeel om exploitatie aantrekkelijker te maken.

### Aardbevingen
De eerste aardbeving geïnduceerd door een Nederlands aardgasveld vond plaats in 1986 nabij Assen, door het gasveld Eleveld. Volgens het Drentse PvdA-Statenlid Meent van der Sluis was er een verband tussen de gaswinning in het Groningenveld en de aardbeving. Op 4 december 1991 werd de eerste aardbeving van het Groningenveld gemeten, met een magnitude van 2,4 op de schaal van Richter. Pas in 1993 erkende de NAM na onderzoek een verband tussen aardbevingen en gaswinning. In de daaropvolgende decennia nam het aantal aardbevingen toe. Door de aardbevingen groeide het verzet tegen de gaswinning. Zo werd in 2009 de Groninger Bodem Beweging opgericht, naar aanleiding van de aardbeving bij Middelstum in 2006.

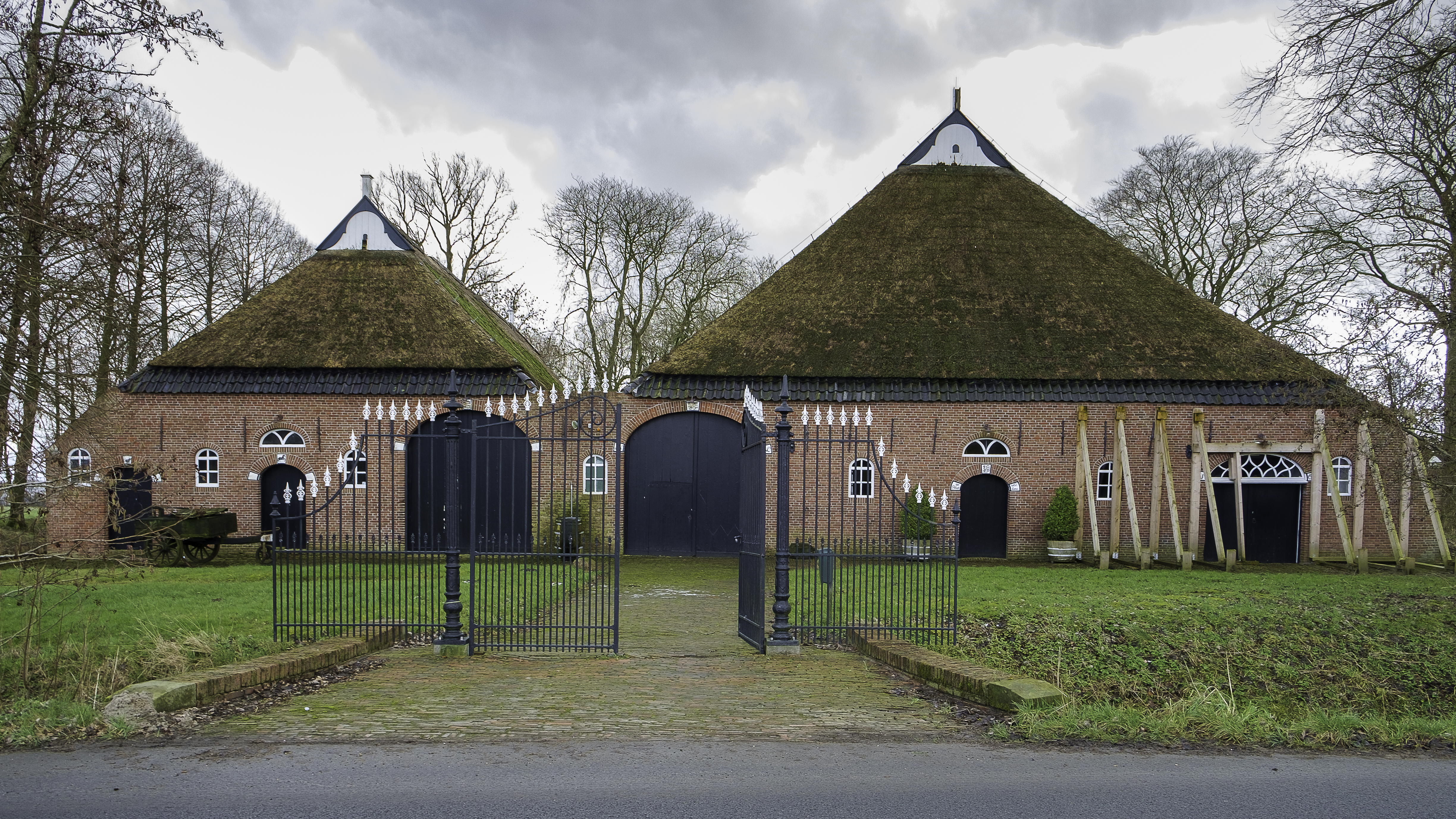
Boerderij Melkema, waar rechts de voormuur gestut wordt vanwege instortingsgevaar na aardbevingen. De NAM kocht de boerderij in 2017 en gaf ze aan Het Groninger Landschap.

Volgens een rapport van de Onderzoeksraad voor Veiligheid uit 2015 was tot 2013 "de veiligheid van de burgers van Groningen in relatie tot geïnduceerde aardbevingen niet van invloed geweest op de besluitvorming over de exploitatie van het Groningenveld." Een kantelpunt was de aardbeving bij Huizinge op 16 augustus 2012. Met een geschatte momentmagnitude van 3,6 was het de zwaarste aardbeving gemeten boven het Groningenveld. Na de beving concludeerde het Staatstoezicht op de Mijnen (SodM) dat de aardbevingen in het gebied in de toekomst sterker konden worden, tussen de 4 en 5 op de schaal van Richter. SodM beval daarom aan zo snel en zo veel mogelijk de gaswinning te beperken.
Minister van Economische Zaken Henk Kamp besloot in januari 2013 niet direct de gaswinning te beperken, maar vroeg veertien onderzoeken aan. De aanbeveling viel ook samen met bezuinigingen, waardoor men terughoudend was met vermindering van de aardgasbaten. Aan het eind van het jaar werd bekend dat zo'n tien procent meer gas, 54 miljard kuub, was gewonnen dan voorgaande jaren, volgens de NAM vanwege de kou.

### Afbouw gaswinning

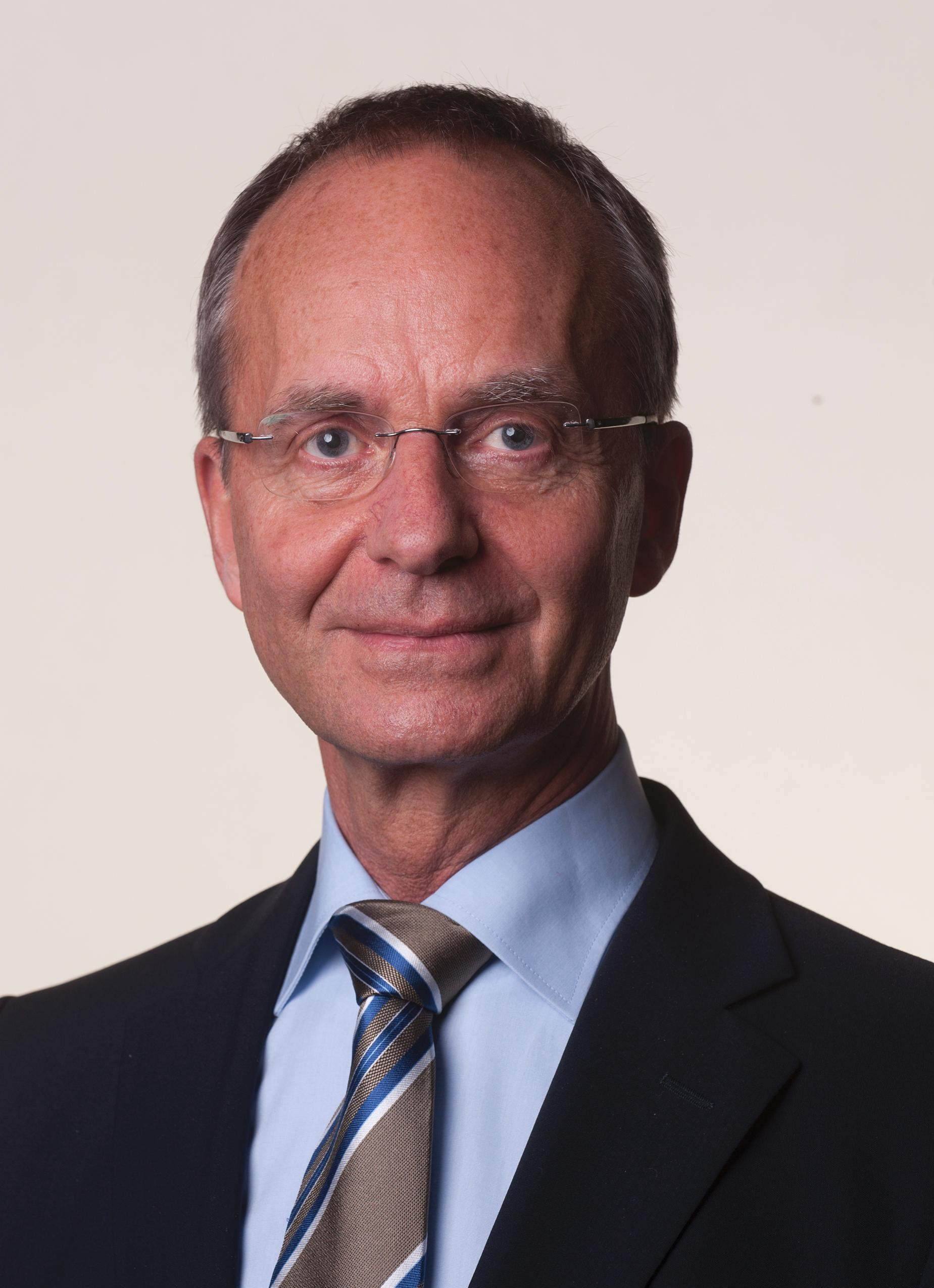
Minister van Economische Zaken Henk Kamp (2012-2017)

In 2014 werd voor het eerst de gasproductie van het Groningenveld vanwege aardbevingen beperkt. In januari 2014 kondigde Kamp aan de productie te beperken tot 42,5 miljard m³ in 2014. Begin 2015 besliste het kabinet dat in dat kalenderjaar maximaal 39,4 miljard m³ gas uit het gasveld mocht worden geproduceerd, wat in juni 2015 nogmaals verlaagd werd tot 30 miljard m³. De Raad van State verlaagde in november 2015 in een voorlopige voorziening de limiet naar 27 miljard m³. Een maand later besloot Kamp dit maximum in stand te houden. In september 2016 werd vervolgens besloten de gaswinning verder te beperken tot 21,6 miljard m³. Een jaar later concludeerde de Raad van State dat dit besluit onvoldoende gemotiveerd was en dat het opnieuw moest.

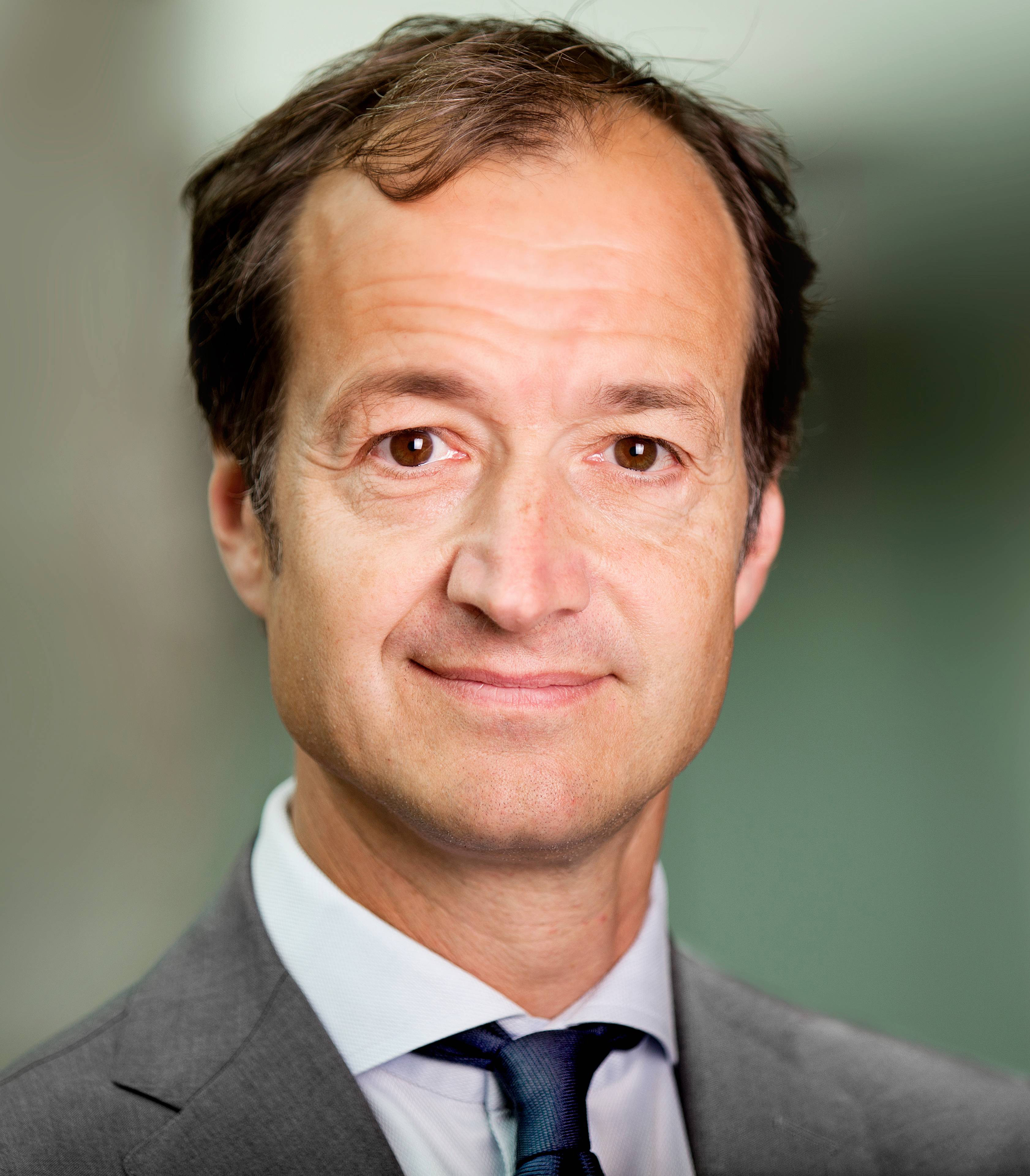
Minister van Economische Zaken en Klimaat Eric Wiebes (2017-2021)

In oktober 2017 trad Eric Wiebes als minister van Economische Zaken en Klimaat aan. Na drie maanden kreeg hij te maken met de aardbeving bij Zeerijp. De aardbeving was qua magnitude de op twee na zwaarste, maar werd als zwaarder ervaren door hogere grondversnelling. In maart 2018 kondigde Wiebes aan dat uiterlijk 2030 de gaswinning in het Groningenveld naar nul moest. Het winningsplan werd in juli 2019 echter wederom door de Raad van State afgekeurd. Daarop kondigde Wiebes een versnelde afbouw aan, waarbij de gaswinning per 2022 bij normale winters gestopt zou worden. Dit bleek niet veel later echter te optimistisch. De verwachting in 2022 is dat het Groningenveld gesloten zal worden in 2023 en 2024.
Vanaf 1 oktober 2022 ging het Groningenveld op de zogenoemde waakvlam, waarbij slechts gewonnen wordt wat nodig is om de gasputten open te houden en dus in noodgevallen meer gas gewonnen kan worden. Vanaf 1 oktober 2022 wordt minimaal 2,8 miljard m³ gas gewonnen tot oktober 2023.

### Schadeafhandeling, versterking en compensatie
| |  |  |
| De sculptuur Gasmolecule (links) in de middenberm van de snelweg A7 bij Kolham werd in 2009 door Koningin Beatrix onthuld voor het vijftigjarige jubileum van het Groningenveld. Tien jaar later werd Het Andere Monument (rechts) onthuld, zeven kilometer verderop langs de snelweg naar Groningen. Dit monument is gemaakt in opdracht van de Stichting Meent van der Sluis om aandacht te vragen voor de aardbevingsproblematiek in Groningen. |  |  |

Naast de afbouw van de gaswinning werden verschillende maatregelen genomen. Tussen 2014 en 2020 werd er driemaal meer dan een miljard euro toegezegd voor versterking, schadeafhandeling en compensatie. Het Centrum Veilig Wonen werd in 2014 opgericht om de schadeafhandeling verder op afstand te zetten van de NAM. In 2015 werd als centraal aanspreekpunt Hans Alders aangesteld als Nationaal Coördinator Groningen. Ondanks deze maatregelen verliepen de schadeafhandeling en versterking traag. In 2020 berekende de SodM dat de versterkingsoperatie nog twintig jaar zou duren, maar de inspecteur-generaal van de SodM eiste dat deze in 2028 afgerond moeten zijn. In oktober 2021 noemde Nationale Ombudsman Reinier van Zutphen de problematiek een "nationale crisis". Van 2021 tot en met 2023 was er de parlementaire enquête naar aardgaswinning Groningen die onderzoek deed naar de besluitvorming rond het Groningenveld.

## Winning

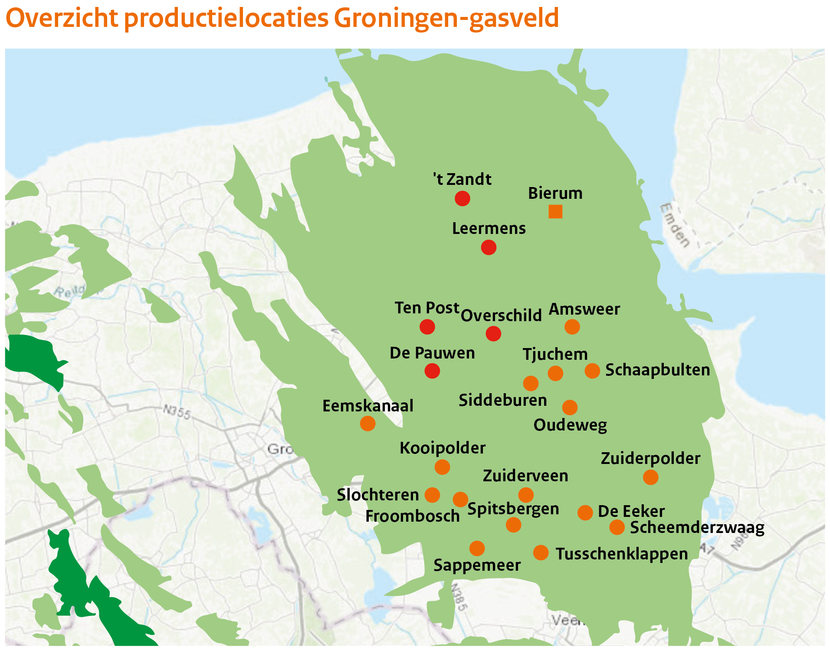
Kaart winningslocaties Groningenveld

Op het hoogtepunt had het Groningenveld 29 winningslocaties. Verspreid over deze clusters waren ongeveer 300 gasputten. Deze worden centraal aangestuurd vanuit een controlekamer in Sappemeer. Het zoute grondwater dat bovenkomt bij de gasproductie wordt bij Borgsweer in een leeg gasveld in de oorspronkelijke gesteentelaag geïnjecteerd. Het aardgascondensaat dat vrijkomt wordt per binnenvaart getransporteerd naar raffinaderijen in de Botlek.
Door de decennialange productie daalde de druk in het Groningenveld. Om de daling van de druk tegen te gaan, werd in 1997 het Groningen Long Term Project (GLT) gestart. Dit project was in 2009 afgerond. Compressoren zijn geïnstalleerd die de druk van het veld weer op het gewenste niveau kunnen brengen. Het totale investeringsbedrag was ongeveer twee miljard euro. Bij deze renovatie verdwenen bij veel locaties ook de kenmerkende fakkeltorens met waakvlam.
Aanvankelijk had de gaswinning een sterk seizoenspatroon. In de winter was er veel vraag naar gas voor verwarmingsdoeleinden en werd er daarom meer geproduceerd. Vanaf 2015 is er gestreefd naar een gelijke productie gedurende het jaar, omdat de druk afnam en er per dag minder gewonnen kon worden, maar ook om aardbevingen te beperken. Hiervoor wordt in de zomer aardgas opgeslagen in ondergrondse gasopslag. In Nederland zijn er drie gasopslagen: gasopslag Bergermeer, Langelo/Norg en Grijpskerk.

### Aardgasbaten
Een groot deel van de opbrengsten van het Groningenveld komt als aardgasbaten bij de Nederlandse Staat terecht. Aanvankelijk ging ongeveer 70% van de opbrengsten van het Groningenveld naar de Nederlandse staat. Minister van Economische Zaken Ruud Lubbers bracht dit in zijn ambtsperiode (1973-1977) omhoog naar 85-95%. Per 1 januari 2018 werd dit verlaagd tot 73%, gelijk met andere gasvelden. Reden hiervoor was dat de gaswinning terugliep, maar de kosten van de NAM voor schadevergoedingen en versterking juist toenamen. Sinds het begin van de gaswinning in de jaren 60 tot en met 2020 leverde de gaswinning de Nederlandse Staat in totaal €363,7 miljard op, 85% van de winst. De NAM ontving de overige €64,7 miljard.
In tegenstelling tot andere landen koos minister van Financiën Jelle Zijlstra ervoor om geen apart fonds op te richten voor de aardgasbaten. De inkomsten in de reguliere begroting maakten het mogelijk om de Nederlandse verzorgingsstaat uit te breiden. Volgens The Economist leidde dit tot de Hollandse ziekte. De aardgasbaten zouden volgens het tijdschrift leiden tot een veel te sterke munt, waardoor het lastiger werd voor andere industrieën om te concurreren met het buitenland. De werkloosheid was daardoor opgelopen van 1,1% in 1970 naar 5,1% in 1978, toen The Economist erover publiceerde. Later is er nog wel gekozen voor aparte fondsen, zoals het Fonds Economische Structuurversterking tussen 1995 en 2011. Tot onvrede van Groningen concludeerde het Instituut voor Onderzoek van Overheidsuitgaven in 2006 dat slechts 1% van dat fonds terugvloeide naar Noord-Nederland.

## Bodemdaling en aardbevingen

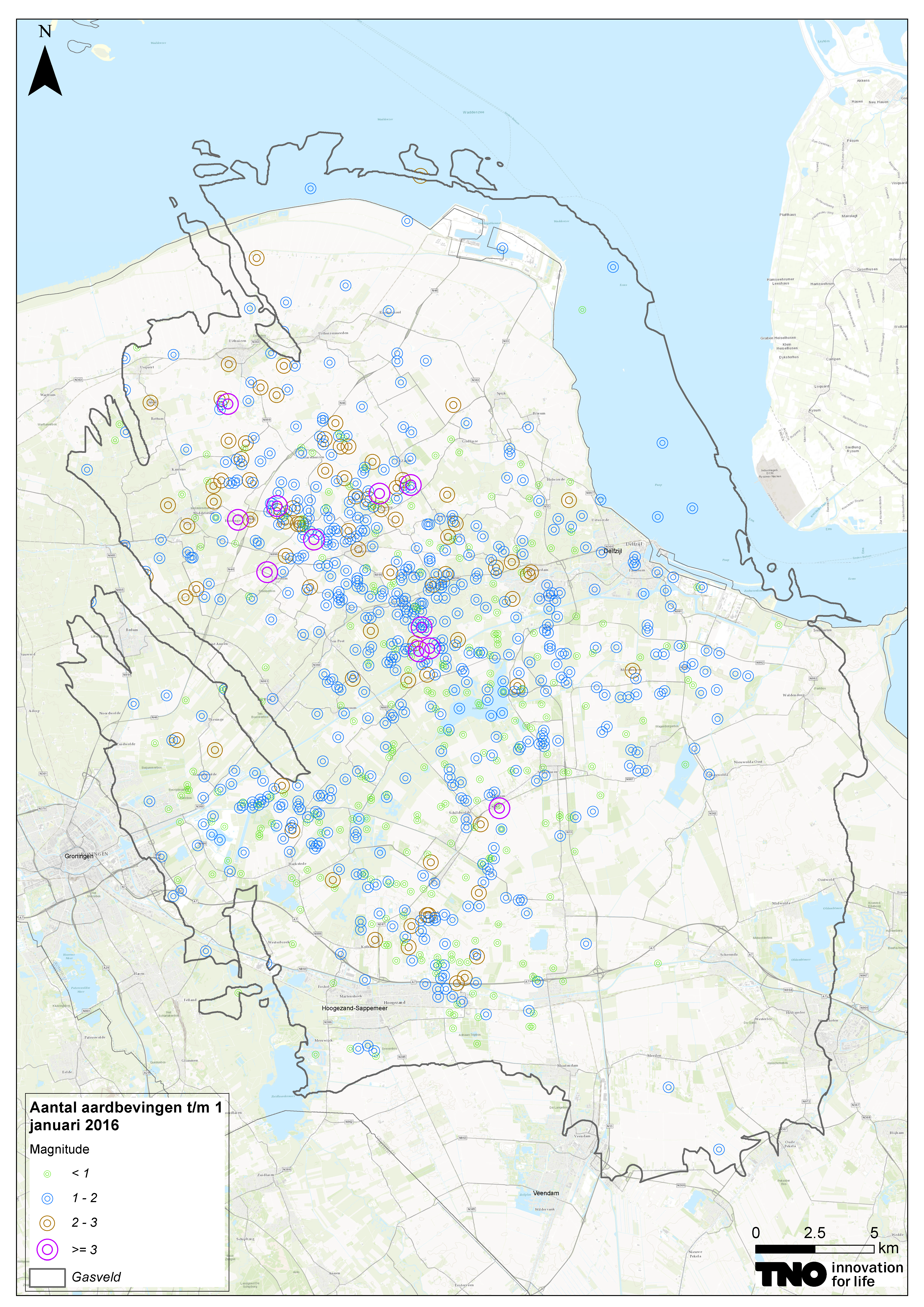
Kaart van aardbevingen in het Groningenveld tot en met januari 2016

De gaswinning draagt bij aan bodemdaling boven het veld. Deze daling wordt veroorzaakt door daling van de druk in het zandsteen, waar het aardgas is opgeslagen. Op het diepste punt was de bodem in 2018 volgens de Commissie Bodemdaling 37 centimeter gedaald ten opzichte van 1963. In 2020 ging de Commissie ervan uit dat dit oploopt tot 46 centimeter in 2080.
Omstreden is in hoeverre deze bodemdaling op zichzelf bijdroeg aan gebouwschade boven en rond het Groningenveld. Onderzoek in opdracht van het Instituut Mijnbouwschade Groningen (IMG) uitgevoerd door TNO en de TU Delft concludeerde in 2021 dat dat niet het geval was. De bodemdaling zorgt wel voor veranderingen in het grondwaterpeil. Schade aan waterwerken en schade voor boeren door het veranderende grondwaterpeil werd door de NAM al vanaf het begin vergoed. Het IMG laat nog onderzoeken of het veranderende grondwaterpeil kan leiden tot schade aan huizen.
De bodemdaling gaat sinds 1991 ook gepaard met aardbevingen boven het veld. De zwaarste aardbeving, bij Huizinge in 2012, bedroeg een momentmagnitude van 3,6. Deze aardbevingen hebben geleid tot grote schade aan gebouwen boven het veld. Zelfs met de afbouw van de gaswinning is de verwachting dat de aardbevingen nog een tijd zullen aanhouden. Ook achtte de NAM-baas in 2013 het mogelijk dat aardbevingen zwaarder zouden worden, oplopend tot een magnitude van 5 op de schaal van Richter. Een versterkingsoperatie werd ingezet om huizen te laten voldoen aan de Meijdam-norm, waarbij de kans per jaar om te komen te overlijden door een aardbeving onder de 1 op de 100.000 moet komen te liggen. 26.000 huizen worden om die reden aardbevingsbestendiger gemaakt.
De aardbevingen hebben ook immateriële gevolgen. Zo leveren de aardbevingen stress op bij bewoners, wat volgens onderzoekers van de Rijksuniversiteit Groningen leidt tot gezondheidsklachten en zelfs sterfte. Ook daalde de waarde van woningen boven en rond het Groningenveld.